# Mimosa deamii
Mimosa deamii är en ärtväxtart som beskrevs av Robinson. Mimosa deamii ingår i släktet mimosor, och familjen ärtväxter. Inga underarter finns listade i Catalogue of Life.